# 马筠
马筠（?—?），唐朝末年许州鄢陵人，为许州平民，是马正的父親，马元丰的祖父，马殷的曾祖父。
927年，马殷在潭州建立南楚，他被尊為国王，諡號文肃王。